# 森田富治郎
森田 富治郎（もりた とみじろう、1935年8月16日 - ）は、日本の経営者。第一生命保険社長、会長を務めた。

## 経歴
千葉県出身。1964年に東京大学法学部を卒業し、同年に第一生命保険に入社。
1991年7月に取締役に就任し、常務、副社長を経て、1997年4月に社長に就任。2004年7月に会長に就任し、2011年6月から特別顧問を務めた。社長・会長在任時には、バブル崩壊後の金融危機に直面し、財務体質の強化と営業力の強化に尽力した。
2007年から2011年までに日本経済団体連合会副会長を務め、小田急電鉄取締役なども歴任。
2024年4月に旭日大綬章を受章。